# Davoud Fanaei
Davoud Fanaei (en persa: داوود فنایی‎, Teherán, Irán; 19 de enero de 1975) es un exfutbolista de Irán que jugaba en la posición de guardameta.

## Carrera

### Club
| Periodo   | Club                 |
| --------- | -------------------- |
| 1995–1998 | Polyacryl Esfahan FC |
| 1998–2003 | Persepolis FC        |
| 2003–2004 | Azarbayejan FC       |
| 2004–2006 | Persepolis FC        |
| 2007–2009 | Steel Azin FC        |

### Selección nacional
Jugó para Irán en seis ocasiones de 2000 a 2002 y jugó la Copa Asiática 2000.

## Logros
- Iran Pro League (3): 1998–99, 1999–2000, 2001–02
- Copa Hazfi (1): 1998–99